# 에트란강

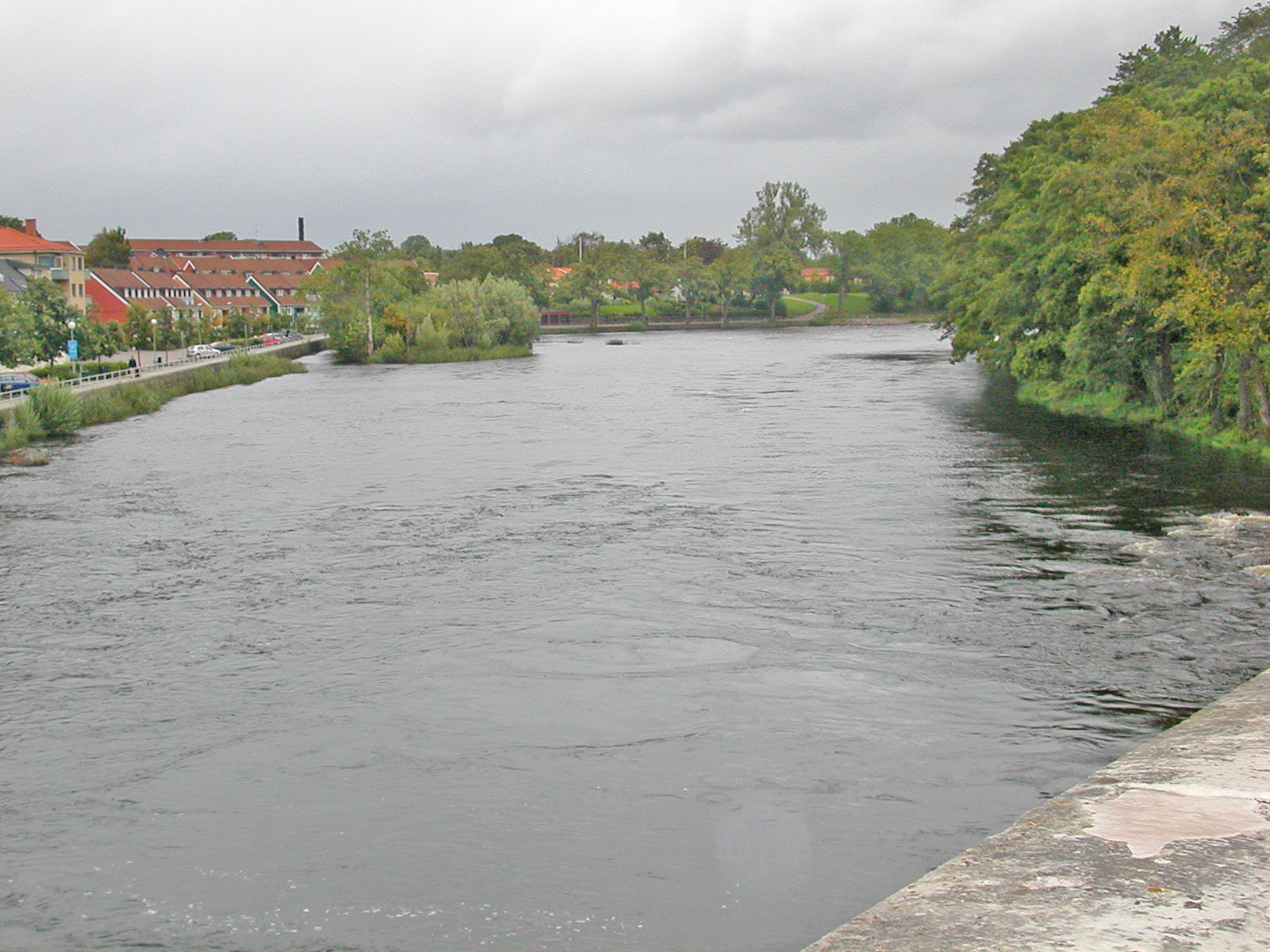

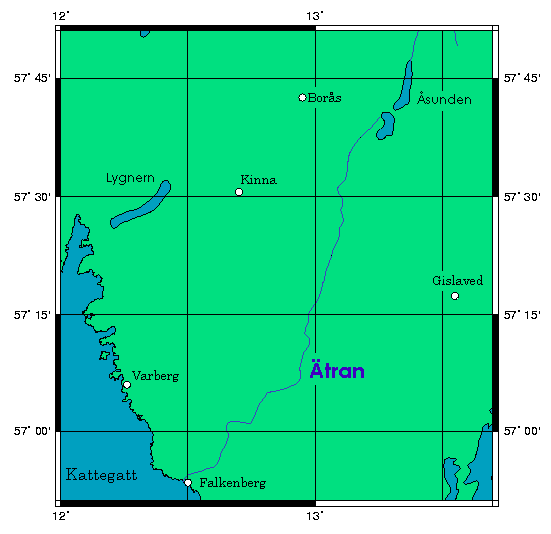
에트란강의 유로

에트란강(스웨덴어: Ätran)은 스웨덴의 강으로서 총 길이는 240 km이다. 스웨덴의 지리적 특성 상 수많은 산악지대를 거치며, 때문에 유로의 평균 높이가 해발 332 m이다.
전체 하천의 유역 면적은 3,343 km2으로, 이는 많은 숲 덕분에 계속 유지되고 있다.
수천 년간 목재 등의 무역로로 쓰였던 레드바겐(Redvägen)이라는 길이 있으며 중세 때는 숱한 전쟁이 있었다.

## 유로
에트란강 주변에는 수많은 호수가 있는데 작은 1~2 m짜리 호수에서부터 깊이가 10 m에 달하는 호수들이 강이 지나가는 길에 많이 자리하고 있다.
가장 큰 지류는 회그바드산(Högvadsån)이며 아쓰만, 칼반 등의 지류 등도 있다.